# El Salvador nos Jogos Pan-Americanos de 1955
El Salvador competiu nos Jogos Pan-Americanos de 1955 na Cidade do México de 12  a 16 de março de 1955. Não conquistou medalhas nesta edição.